# Virrei

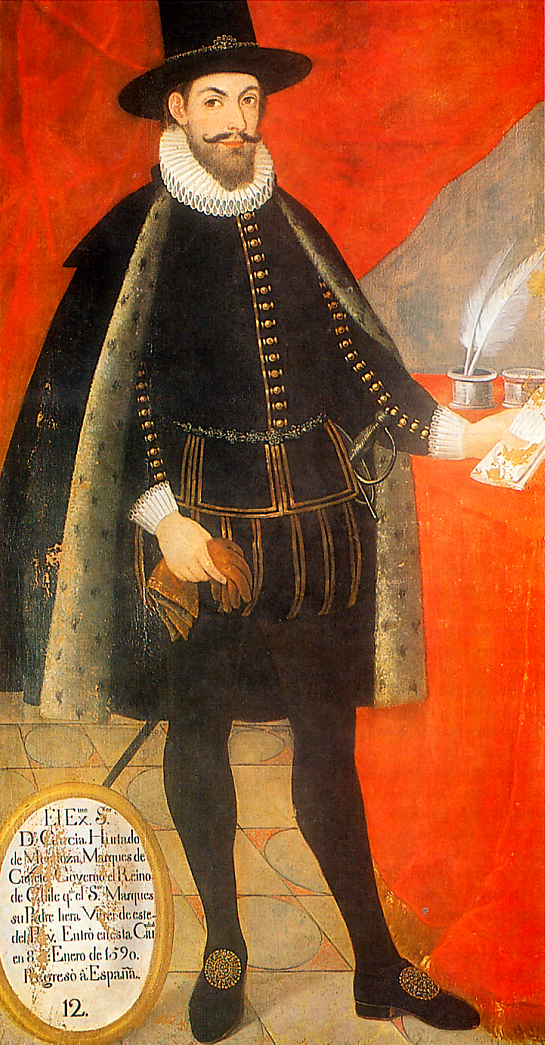
García Hurtado de Mendoza, virrei del Perú i governador de Xile

Un virrei és un oficial reial que governa un país o província en nom i representació del monarca. El terme es deriva del prefix llatí vice-, que significa "en lloc de", i el català rei. Una virreina, pot ser tant la dona que governa un país o província en nom i representació del rei, com la dona del rei. Sovint, encara que no sempre, el territori o província governat per un virrei es coneix com a virregnat.
El títol el trobem al segle xiv a un document en llatí de Pere Terç (1381). A mitjan segle xvi, s'introduí el mot virrei derivat del mot "visrei" ja emprat almenys el segle xv que va acabar per substituir totalment el de lloctinent, i del català passaria al castellà "visorey" En els documents catalans en llatí del segle xv (1428) s'emprava el terme "vice rex" per referirse al virrei de Sicília.
L'al·lusió etimològica dona a entendre que la posició del virrei és superior a qualsevol altre càrrec oficial, siguin capitans o governadors-generals. En alguns casos, el títol i l'ofici del virrei, era reservat als membres d'una dinastia regnant, i en d'altres qualsevol persona de la noblesa podia ocupar el càrrec, per designació del rei.

## El virrei en la monarquia hispànica
En la monarquia hispànica, el títol de virrei va ser utilitzat en la corona d'Aragó des del segle xiv en la designació de l'ofici de governació a Sardenya i Còrsega. Els virreis procedien de famílies aristocràtiques hispàniques o italianes, i solien ésser també militars d'alta graduació o prelats de l'Església. Amb la unió amb el regne de Castella, el rei designava virreis per a Aragó, València, Catalunya, Sardenya, Sicília, Nàpols i Portugal. Els virreis governaven en representació del rei, però llurs territoris no eren pas coneguts com a virregnats.
Per contra, al Nou Món, els territoris de la corona de Castella es van organitzar com a virregnats, governats per un virrei designat pel rei. El primer virregnat, i el més important, va ser el virregnat de la Nova Espanya, creat el 1535, la capital del qual era la ciutat de Mèxic. El virregnat de la Nova Espanya s'estenia des de l'Amèrica del Nord a l'Amèrica Central, i administrava les Antilles i les Filipines. El segon virregnat creat, el 1544, va ser el virregnat del Perú, amb capital a Lima, que va administrar les possessions espanyoles a Sud-amèrica. El 1717 es va crear el virregnat de Nova Granada, que administrava els estats actuals de l'Equador, Colòmbia i Veneçuela, suspès el 1723 i restaurat definitivament el 1739, la capital del qual era Bogotà. L'últim virregnat a crear-se, va ser el virregnat del Riu de la Plata, el 1778, que administrava els territoris actuals de l'Argentina, Bolívia, el Paraguai i l'Uruguai, i la seva capital era Buenos Aires.

## Altres virreis
A la Xina imperial, el mot virrei es referia a la traducció del càrrec de "General Supervisor i Protector", també conegut com a Governador-General. Tenia com a subordinades a les divisions administratives, que acostumaven a incloure 2 o 3 províncies. Algunes d'aquestes regions eren Zhili, Huguang, Liangjiang, Liangguang, Shangan, Minzhe, Yungui i Sichuan. Li Hongzhang va ser virrei de Hukwang des de l'any 1867 fins al 1870, mentre que Yuan Shikai va ser virrei de Chihli.
Des de l'any 1858 al 1947, el Governador General de l'Índia era reconegut com a virrei de l'Índia. El Lord Lieutenant d'Irlanda també era reconegut com a virrei. A molts països de la Commonwealth, el Governador General també tenia el reconeixement de virrei, sobretot per la premsa.